# Italo Zamberletti
Italo Zamberletti (ur. 14 marca 1904 w Mediolanie, zm. 16 stycznia 1981 w Padwie) – włoski piłkarz i trener.
Największe osiągnięcia Zamberlettiego wiążą się z Interem Mediolan, w którym grając na pozycji bramkarza, zaliczył 49 występów w latach 1921–1927. W 1941 roku przez krótki okres był trenerem w tym klubie.